# پشت‌آبی
پشت‌آبی یا پرندگان برگ‌پوش (نام علمی: Irena) نام یک سرده از راسته گنجشک‌سانان است.

## گونه‌ها
- پشت‌آبی آسیایی،  Irena puella
- پشت‌آبی فیلیپینی،  Irena cyanogaster